# Chaerephon plicatus
Chaerephon plicatus је врста сисара из реда слепих мишева (Chiroptera) и породице Molossidae.

## Распрострањење
Ареал врсте Chaerephon plicatus обухвата већи број држава у Азији. Присутна је у следећим државама: Кина, Индија, Тајланд, Лаос, Вијетнам, Малезија, Индонезија, Филипини, Брунеј, Бангладеш (непотврђено), Камбоџа, Хонгконг и Шри Ланка.

## Станиште
Станишта врсте су пећине, шуме и поља. Врста је присутна на подручју острва Борнео, Суматра и Јава у Индонезији.

## Начин живота
Исхрана врсте Chaerephon plicata укључује инсекте.

## Угроженост
Ова врста је наведена као последња брига, јер има широко распрострањење и честа је врста.